# Catoblepia oethon
Catoblepia oethon är en fjärilsart som beskrevs av Fabricius 1781. Catoblepia oethon ingår i släktet Catoblepia och familjen praktfjärilar. Inga underarter finns listade i Catalogue of Life.